# Europaparlamentets utskott för kultur och utbildning
Europaparlamentets utskott för kultur och utbildning (engelska: European Parliament Committee on Culture and Education, CULT) är ett av Europaparlamentets 20 ständiga utskott för att bereda ärenden i parlamentet. 
Utskottets nuvarande ordförande, vald den 10 juli 2019, är den tyska Europaparlamentsledamoten Sabine Verheyen (EPP).

## Presidium
| Namn            | Funktion i utskottet | Land           | Grupp | Bild |
| --------------- | -------------------- | -------------- | ----- | ---- |
| Sabine Verheyen | Ordförande           | Tyskland       | EPP   |      |
| Romeo Franz     | Viceordförande       | Tyskland       | G/EFA |      |
| Dace Melbārde   | Viceordförande       | Lettland       | ECR   |      |
| Julie Ward      | Viceordförande       | Storbritannien | S&D   |      |
|                 | Viceordförande       |                |       |      |